# Sinoradimella pentockensis
Sinoradimella pentockensis is een mosselkreeftjessoort uit de familie van de Hemicytheridae. De wetenschappelijke naam van de soort is voor het eerst geldig gepubliceerd door Kingma.